# Amphoe Bo Phloi
Bo Phloi (บ่อพลอย) est un district (Amphoe) situé  dans la province de Kanchanaburi, dans l'ouest de la Thaïlande.

## Histoire
Le district est connu comme lieu de provenance de pierres précieuses. Dans les temps anciens, dans le village de Bo Ploi, des saphirs et d'autres pierres colorées ont été trouvés dispersés le long des ruisseaux et sur les pentes des falaises par les locaux. L'extraction de pierres précieuses dans le district a commencé sous le règne du roi Rama V.
Le district mineur (King Amphoe) de Bo Phloi a été créé en divisant certaines parties du district de Mueang Kanchanaburi. Il a été élevé au rang de district à part entière le 16 juillet 1963.

## Géographie
Les districts voisins sont (du sud dans le sens des aiguilles d'une montre) : Amphoe Tha Muang, Amphoe Mueang Kanchanaburi, Amphoe Si Sawat, Amphoe Nong Prue, Amphoe Lao Khwan, Amphoe Huai Krachao et Amphoe Phanom Thuan.

## Administration
Le district est divisé en six sous-districts (tambons), eux-mêmes subdivisés en 77 villages (mubans). Il existe deux cantons (thesaban tambons) dans le district. Nong Ri couvre une partie du tambon Nong Ri, et Bo Phloi couvre une partie des tambons Bo Phloi et Chong Dan. Il existe six autres organisations administratives de tambon.
| No. | Nom        | Nom en Thai | Villages | Population |  |
| --- | ---------- | ----------- | -------- | ---------- |  |
| 1.  | Bo Phloi   | บ่อพลอย      | 11       | 7,382      |  |
| 2.  | Nong Kum   | หนองกุ่ม      | 16       | 14,332     |  |
| 3.  | Nong Ri    | หนองรี       | 10       | 4,446      |  |
| 5.  | Lum Rang   | หลุมรัง       | 17       | 9,347      |  |
| 8.  | Chong Dan  | ช่องด่าน      | 14       | 7,716      |  |
| 9.  | Nong Krang | หนองกร่าง    | 9        | 4,810      |  |

Les numéros manquants correspondent aux tambons qui forment désormais le district de Nong Prue.

## Référence
1. ↑  (th) « th:พระราชกฤษฎีกาตั้งอำเภอบ่อพลอย อำเภอไทรโยค อำเภอหนองปรือ อำเภอหนองสองห้อง อำเภอประทาย อำเภอห้วยแถลง อำเภอละหานทราย อำเภอกุยบุรี อำเภอตาพระยา อำเภอหนองไผ่ อำเภอนาเชือก อำเภอวัดเพลง อำเภอพนัสนิคม อำเภอภูกระดึง อำเภอปรางค์กู่ อำเภอท่าช้าง อำเภอบ้านด่านลานหอย อำเภอบ้านดุง อำเภอสว่างอารมณ์ และอำเภอกุดชุม พ.ศ. ๒๕๐๖ », Royal Gazette, vol. 80, no 72 ก,‎ 16 juillet 1963, p. 362–366 (lire en ligne [archive du 21 mai 2009])
2. ↑  (th) « Population statistics 2017 », Department of Provincial Admnistration (consulté le 31 janvier 2022)